# ジクロロカルベン
ジクロロカルベン (dichlorocarbene) は、化学式がCCl2で表される反応中間体である。単離できず、専らクロロホルムから生じる有機化学合成における中間体である。折れ線型の反磁性分子で、速やかに他の結合に挿入される。

## 合成
ジクロロカルベンは一般的にクロロホルムとカリウム tert-ブトキシドまたは水酸化ナトリウム水溶液との反応で生じる。相間移動触媒として、例えば臭化ベンジルトリエチルアンモニウムにより有機相中の水酸化物の移動が容易になる。
{\displaystyle {\ce {HCCl3 + NaOH -> CCl2 + NaCl + H2O}}}

### 他の試薬と経路
ジクロロカルベンのその他の前駆体としてトリクロロ酢酸エチルがある。ナトリウムメトキシドで処理することによりCCl2が遊離する。また、フェニル(トリクロロメチル)水銀が熱的に分解してもCCl2が遊離する。
{\displaystyle {\ce {PhHgCCl3 -> CCl2 + PhHgCl}}}
暗所で安定であるジクロロジアジリンは光分解によりジクロロカルベンと窒素に化学分解する 。
| Dichlorocarbene from dichlorodiazirine |
| ジクロロジアジリンからジクロロカルベン |

また、ジクロロカルベンは超音波化学によるマグネシウムを使った四塩化炭素の脱塩素でも得られる。この方法は強塩基を用いないためエステルとカルボニル化合物に耐性がある。

## 反応
ジクロロカルベンはアルケンと左右対称の[1+2]環付加を起こし、ジェミナルジクロロシクロプロパンを形成する。これを還元または加水分解させるとシクロプロパンになる。クロロホルムからのジクロロカルベンの合成法と実用性は1954年にウィリアム・デーリングにより報告された。
| Dichlorocarbene formation and reaction with cyclohexene |
| ジクロロカルベンの生成とシクロヘキセンとの反応          |

ライマー・チーマン反応によりジクロロカルベンとフェノールを反応させるとサリチルアルデヒドが得られる。

## 歴史
反応中間体としてのジクロロカルベンはアントン・ゴイダーにより1862年に初めて提案された。彼はクロロホルムをCCl2.HClとみていた。ハインにより1950年に再調査された。

## クロロカルベン
クロロカルベン(ClHC)はメチルリチウムとジクロロメタンから合成することができ、スピロペンタジエンの合成に使われる。